# Миндаль

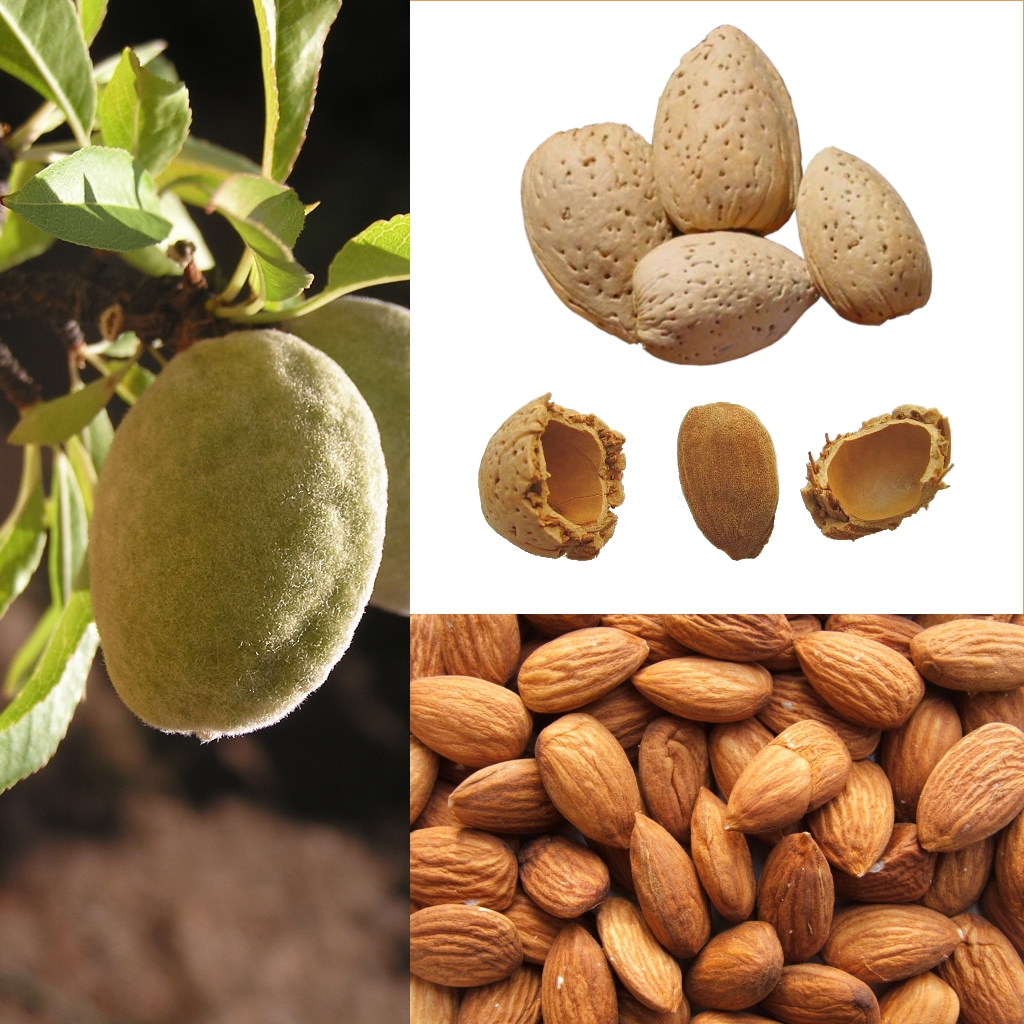
Слева направо: миндаль на ветке, орехи в скорлупе, орехи, очищенные от скорлупы

Миндаль (миндальный орех) — съедобные ядра семян или сами семена одноимённого растения. Широко культивируется вид Миндаль обыкновенный. Более 80 % миндаля на мировом рынке происходит из США, главным образом из Калифорнии.

## Описание плода
Плод миндаля — это небольшая сухая однокостянка, косточка, покрытая кожистым зелёным мясистым несъедобным околоплодником. Эта часть плода, которая соответствует мякоти сочных костянок других сливовых, у миндаля представляет собой тонкую бархатистую оболочку косточки, которая при созревании высыхает и трескается. Внутри гладкой дырчатой косточки находится съедобное ядро. Масса косточки 2,8-3,6 г. Сухие ядра содержат до 54 % жиров, около 30 % белков, витамины В, Е, K и другие. Форма плодов и семян продолговатая и приплюснутая с боков, один из концов заострён, ядра в разрезе белые, покрыты кожицей бурого цвета.
В состав миндаля входят:
- белки (20 %);
- жиры (50 %);
- углеводы (13 %);
- клетчатка (4 %);
- минеральные вещества (2,5 %).

Согласно исследованию 1000 пищевых продуктов, опубликованному в 2015 году, миндаль находится на первом месте по «питательной пригодности» (nutritional fitness), то есть по составу питательных веществ, необходимых для удовлетворения ежедневных нужд.

## История культивирования
Миндаль издавна символизировал надежду, возрождение и удачу: когда в книге Чисел (17:8) жезл Аарона зацветает, на нём вырастает именно миндаль. Местом происхождения миндаля считается Ближний Восток и Западная Азия. Оттуда миндаль быстро распространился по всему Средиземноморью, попав в том числе и в Испанию, к VIII веку на территорию современной Франции, затем в Италию. С начала XVIII века миндаль прибыл в Северную Америку, но в промышленных масштабах он стал производиться там лишь в начале XX века.

## Разновидности
У широко культивируемого миндаля обыкновенного встречаются двe разновидности: сладкий (подвид Prunus dulcis var. dulcis) и горький (Prunus dulcis var. amara). Горечь объясняется присутствием амигдалина (2—8 %). Горький миндаль несъедобен, но пользуется популярностью при производстве парфюмерии из-за сильного аромата.
В Азии в небольших количествах выращивают на орехи виды Миндаль курамский и Миндаль узбекистанский.

## Производство
| Крупнейшие производители (2020) | Крупнейшие производители (2020) | Крупнейшие производители (2020) |
| Страна                          | Производство (тонн)             |                                 |
| ------------------------------- | ------------------------------- | ------------------------------- |
| США                             | 2 370 021                       |                                 |
| Испания                         | 416 950                         |                                 |
| Австралия                       | 221 886                         |                                 |
| Иран                            | 164 348                         |                                 |
| Турция                          | 159 187                         |                                 |
| Марокко                         | 134 436                         |                                 |
| Сирия                           | 123 017                         |                                 |
| Италия                          | 80 520                          |                                 |
| Тунис                           | 62 000                          |                                 |
| Алжир                           | 60 832                          |                                 |
| Весь мир                        | 4 140 043                       |                                 |

### США
В Соединённых Штатах производство сосредоточено в Калифорнии, где в 2017 году выращивалось 1 000 000 акров (400 000 га) и шесть различных сортов миндаля, с урожайностью 2,25 миллиарда фунтов (1,02 миллиарда кг) очищенного миндаля. Производство в Калифорнии отмечено периодом интенсивного опыления в конце зимы арендованными коммерческими пчелами, которые перевозятся грузовиками через Соединенные Штаты в миндальные рощи, что требует более половины от общей популяции медоносных пчел США. Общий объём экспорта очищенного миндаля из США в 2016 году составил 3,2 миллиарда долларов.

## Использование

Изделие из марципана

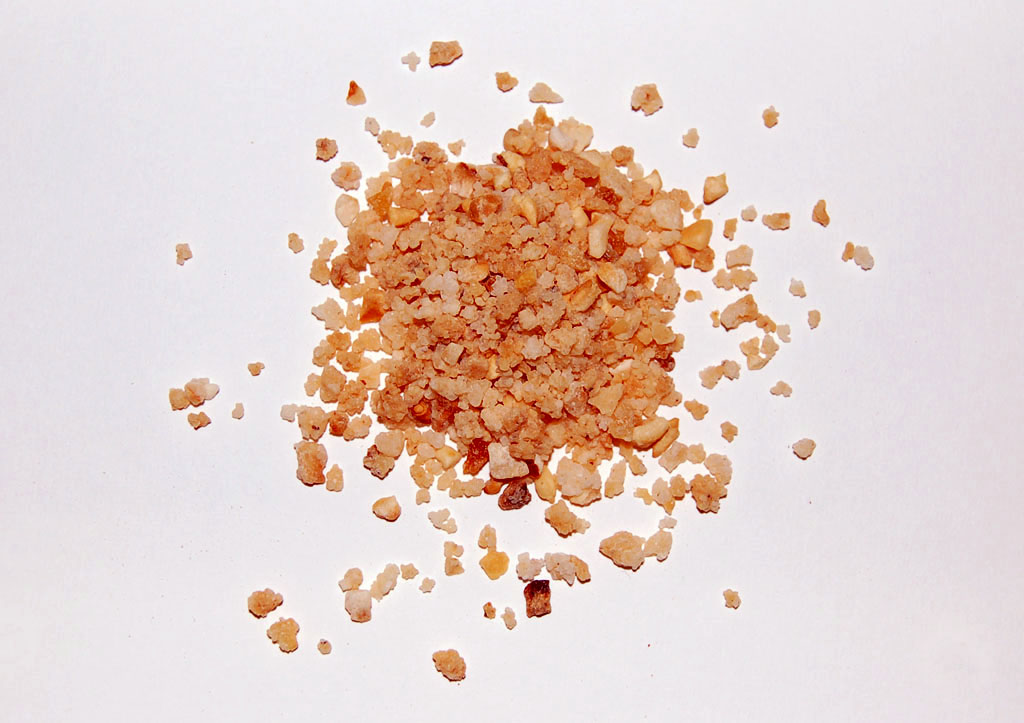
Пралине

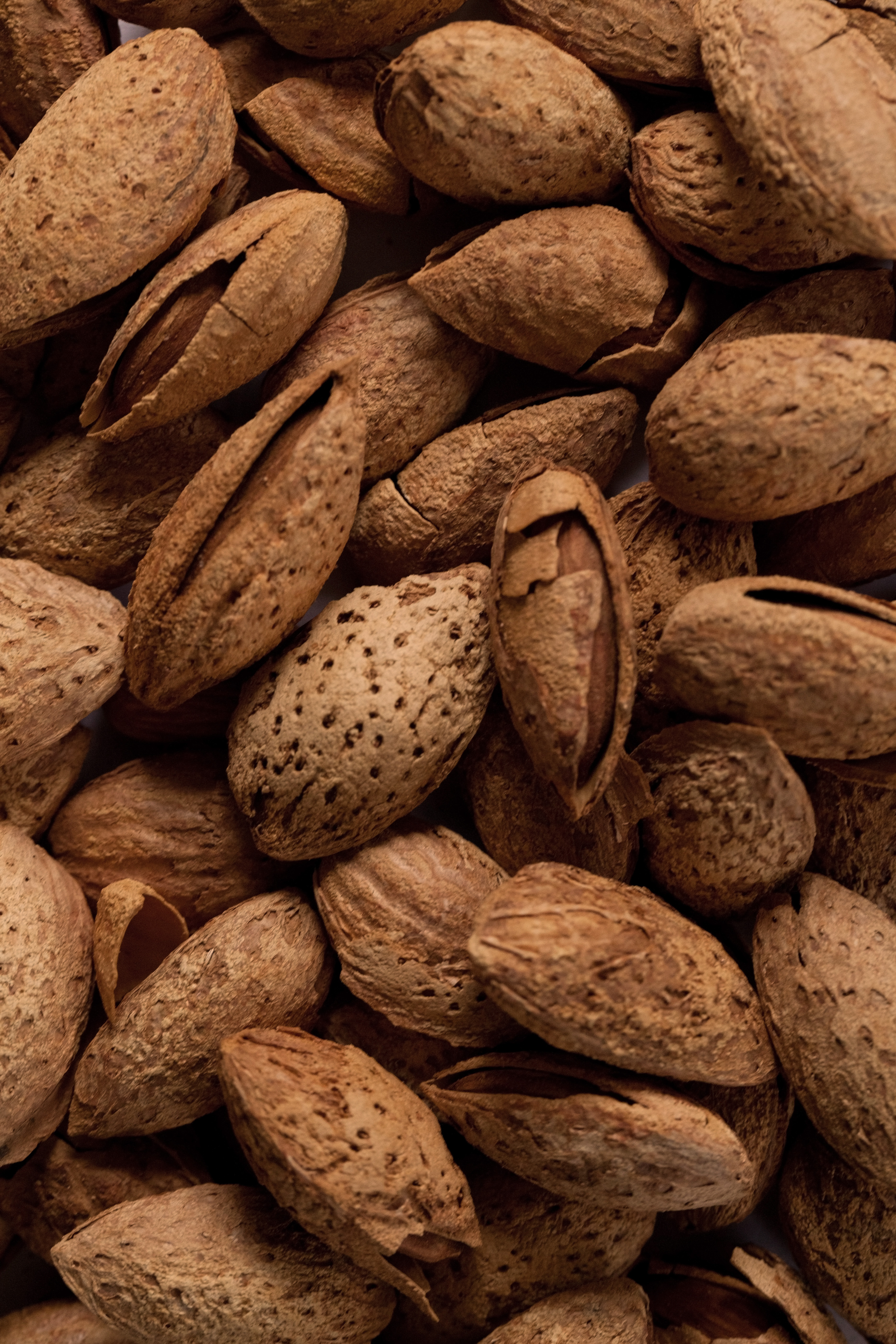
Обжаренные в косточке семена

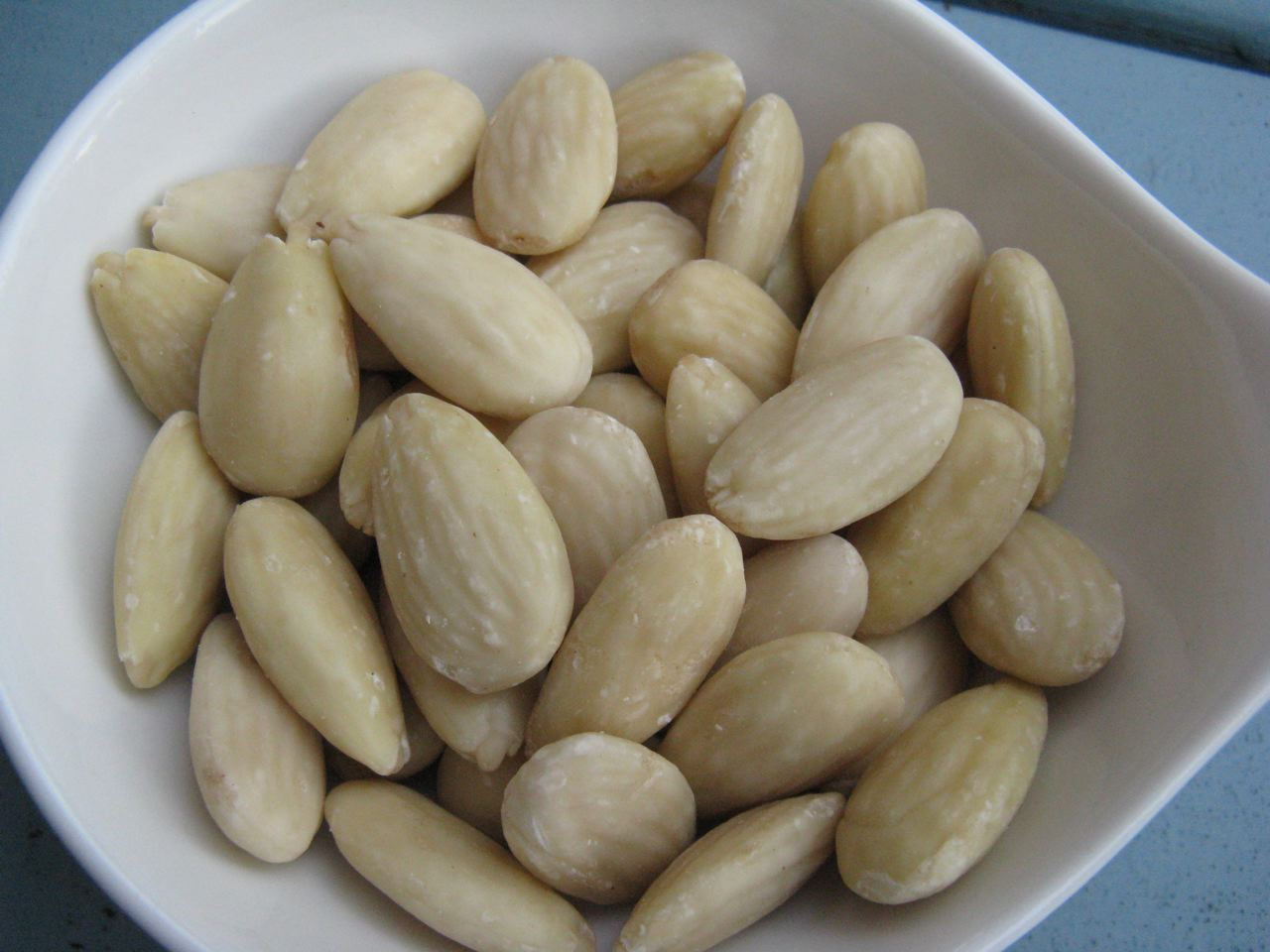
Бланшированные и очищенные семена — сырьё для кулинарии

Сладкий миндаль идёт в еду в свежем виде, а также применяется для изготовления кондитерских изделий: печенья, тортов, марципана, карамельных начинок. Из сладкого миндаля получают также пищевое миндальное масло (из горького — горькоминдальное для дальнейшей переработки).
Горький миндаль в кулинарии также подмешивается к обыкновенному (1—2 % по массе) для оттенения орехового вкуса в конечном изделии. Без горького миндаля присутствие ореховой массы в выпечке может остаться незаметным.
Миндальная масса применяется в кондитерских изделиях чаще массы других орехов из-за её универсальности (способности сочетаться с любым тестом). В отличие от миндаля, грецкие орехи содержат слишком много масла и потому используются только для внутренней начинки, а фундук может вызвать подсушивание и пригорание.
По причине содержания амигдалина употребление семян миндаля в термически необработанном виде допустимо лишь в ограниченном количестве (содержание амигдалина зависит от подвида и условий произрастания).
Семена сладкого миндаля используют в пищу свежими, поджаренными, подсоленными, а также в качестве пряности при приготовлении различных изделий из теста, сладостей, шоколада, ликёров, которым они придают тонкий вкус. Из ликёров с ароматом миндаля наиболее известен итальянский амаретто. Скорлупу миндальных косточек употребляют для ароматизации и улучшения цвета алкогольных напитков, из неё делают активированный уголь. Различают тонкостенные и толстостенные косточки.
Миндальное молоко — один из традиционных заменителей коровьего молока, особенно востребованный строгими вегетарианцами и постящимися. На протяжении многих столетий на севере Испании из миндаля готовят растительный молочный напиток орчату; во Франции же смесь миндального молока с флёрдоранжевой (померанцевой) водой получила название оршада. На основе миндального молока в старину научились делать лакомство бланманже.
Из множества сладостей на миндальной основе наибольшее распространение в европейских странах получили марципан (смесь молотого миндаля с сахарным сиропом), пралине (молотый миндаль, обжаренный в сахаре), нуга и макаруны. Марципан также употребляется в кулинарии как ингредиент. Цельные орехи служат основой конфет в сахаре, шоколадной оболочке («миндаль в шоколаде») и в кокосовой обсыпке (Raffaello).
Во многих странах популярностью пользуется миндальное печенье. Миндальный крем (франжипан) используется для приготовления многих видов тортов, используется как начинка для сладких булочек. В последние годы всё большим спросом в западных странах пользуется миндальная паста как альтернатива высокожирной арахисовой.
Особое место занимает миндаль в китайской и индонезийской кухне, в которой орехи, миндаль и цитрусы добавляются к большому числу блюд, в особенности к рису, жареной птице, различным видам мяса и так далее.

## Товарные свойства
Торговля производится как целыми, так и очищенными от скорлупы орехами с влажностью ядра не более 10 %.
Согласно ГОСТ 16830—71 «Орехи миндаля сладкого. Технические условия», сладкие миндальные орехи относятся к одной из четырёх товарных групп:
- бумажноскорлупные;
- мягкоскорлупные (скорлупа легко удаляется руками);
- плотноскорлупные;
- твёрдоскорлупные.

Все орехи, кроме твёрдоскорлупных, могут быть высшего или первого сорта, твёрдоскорлупные орехи бывают только первого сорта.

## Сроки сбора урожая
Сбор урожая — с конца августа по сентябрь. О поспевании указывает открытие околоплодника плодов.
Урожай миндаля в скорлупе составляет примерно 1200—1500 кг с гектара; с чистым выходом миндаля (ядра) — от 35 до 45 %, что соответствует 420/520 — 540/670 кг. При поливе в благоприятные сезоны урожай достигает 2500 кг/га.